# Mignaloux-Beauvoir
Mignaloux-Beauvoir är en kommun i departementet Vienne i regionen Nouvelle-Aquitaine i västra Frankrike. Kommunen ligger i kantonen Poitiers 3e Canton som tillhör arrondissementet Poitiers. År 2022 hade Mignaloux-Beauvoir 5 224 invånare.

## Befolkningsutveckling
Antalet invånare i kommunen Mignaloux-Beauvoir
| Referens: INSEE |